# Preußensäule (Ubstadt)
Die Preußensäule ist ein Kleindenkmal in Ubstadt-Weiher im Landkreis Karlsruhe und erinnert an vier Gefallene: einen Offizier und drei Soldaten des Mannschaftsstandes. Alle vier gehörten dem 1812 errichteten Königlich Preußischen Ulanen-Regiment Nr. 8 an und fielen am 23. Juni 1849 in einem Gefecht bei Ubstadt im Rahmen der Bekämpfung der „Badischen Revolution“.
Das Anfang Mai 1850 vom Regiment errichtete Kriegerdenkmal steht im Außenbereich auf einem Feld bei Ubstadt.
Links neben dem Denkmal steht eine Informationstafel des Heimatvereins von Ubstadt-Weiher. Die Tafel erläutert die Kampfhandlungen. – Zum Zeitpunkt und den Umständen der Errichtung (1850, vom 8. Ulanen-Regiment, siehe dazu bereits oben) der „Preußensäule“ werden keine Angaben gemacht.
Die eigentliche Säule mit klassischer attischer Basis im römischen Stil hat einen glatten (nicht kannelierten) Schaft, der oben abbricht und ist somit ohne Kapitell.
In sehr „modern“ wirkenden (weil für das 19. Jahrhundert ungewöhnlich) serifenlosen lateinischen Buchstaben steht auf der Vorderseite (Schauseite) des Sockels

Im Gefecht am 23. Juni 1849

fielen hier für’s Vaterland

vom Preuss. Ulan. Regt. Nr. 8

Leutn. EMIL VON BERLEPSCH

Ulan FRANZ HUBERT GREVEN

Ulan ANTON HILZ

Ulan JOH. PETER ADAMS

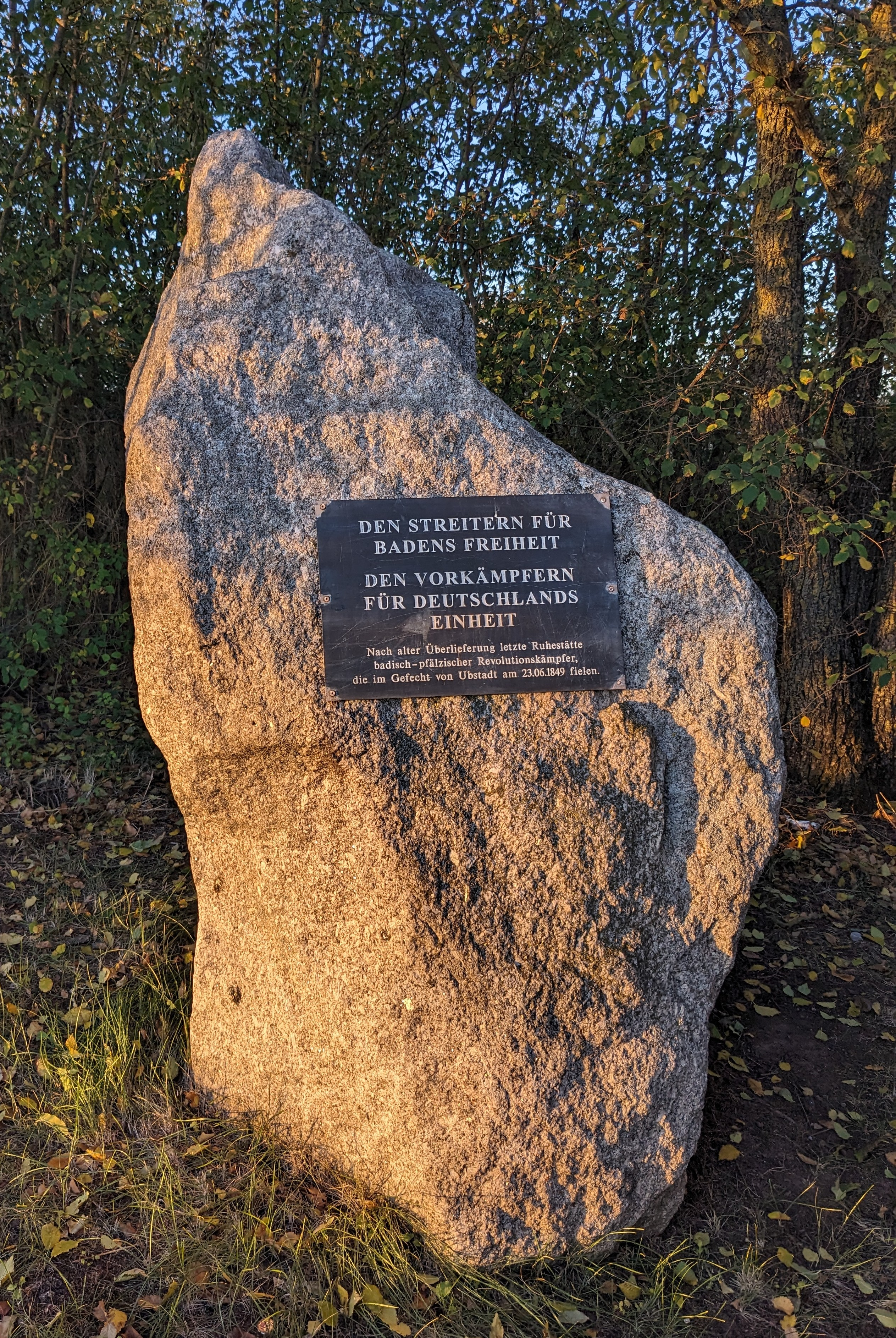
Erneuerter Gedenkstein bei Ubstadt

Auf dem Podest aus anderem Stein steht in zeittypischer „gebrochener“ („deutscher“) Schrift
Gefecht bei Ubstadt
den 23ten Juni [das Weitere ist unleserlich, vermutlich folgt die Jahreszahl 1849]

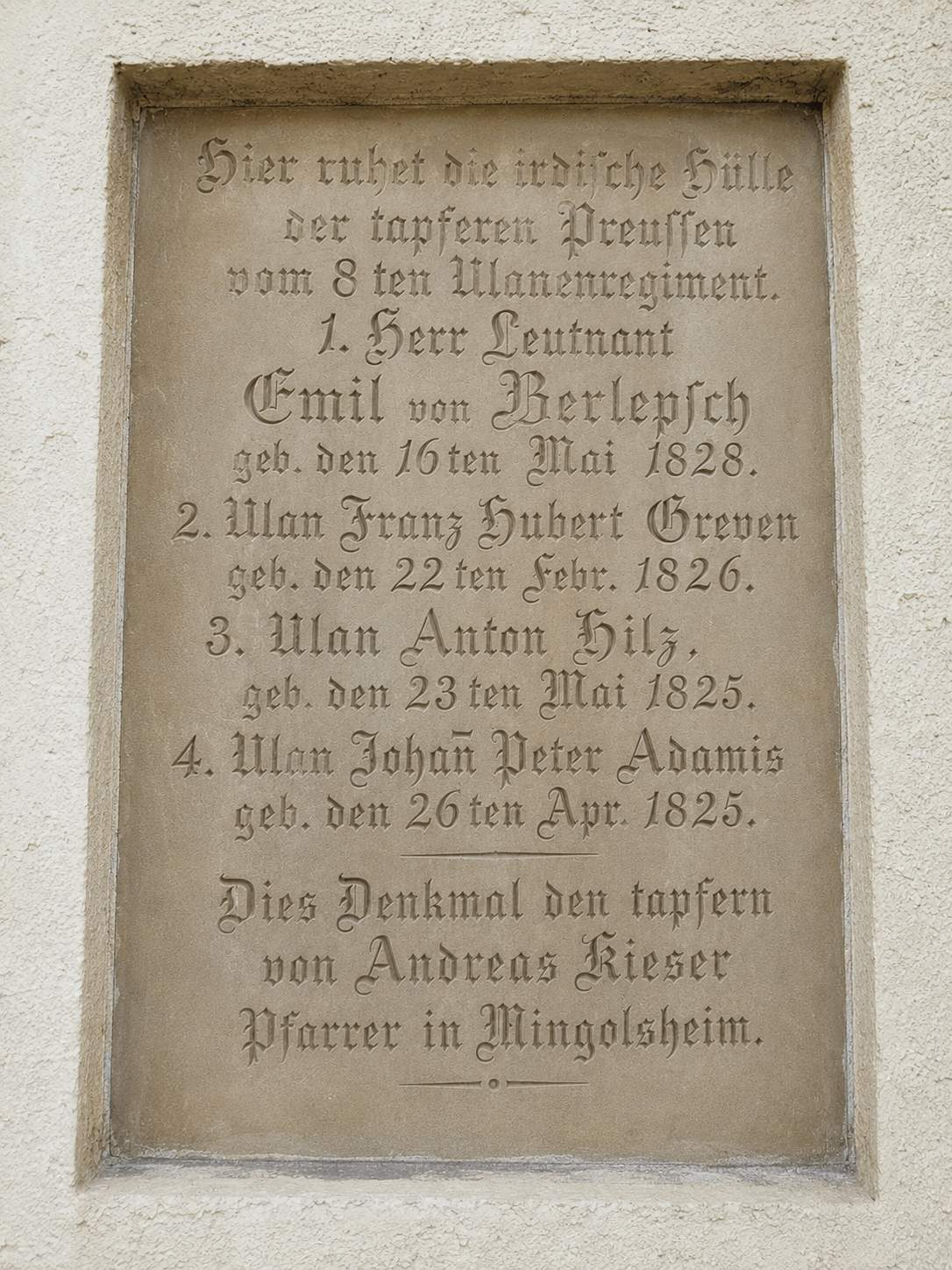
Gedenktafel an der Kirchenwand von St. Lambertus (Mingolsheim) in Bad Mingolsheim

Leutnant Emil von Berlepsch war gebürtig am 16. Mai 1828 in Seebach Regierungsbezirk Erfurt.
Über die Herkunft der drei gefallenen Ulanen gibt die 1862 erschienene Regimentsgeschichte des Ulanenregiments No. 8 Auskunft (Seite 142): Der Ulan Johann Peter Adams stammte aus Uerzig (heute im Landkreis Bernkastel-Wittlich in Rheinland-Pfalz) im preußischen Regierungsbezirk Trier in der Rheinprovinz; Franz Hubert Greven aus Schleibach (–> siehe Ofden) im Regierungsbezirk Aachen, ebenfalls in der Rheinprovinz und Anton Wilz (so der Name in der Regimentsgeschichte, auf der Preußensäule und der Mingolsheimer Gedenkplatte steht er als Anton Hilz) aus Neu-Forweiler (heute ein Stadtteil von Saarlouis im Saarland, siehe Neuforweiler) im damaligen Regierungsbezirk Trier.

## Gedenktafel
Die Gefallenen wurde am 24. Juni 1849 morgens in aller Frühe in Mingolsheim von Pfarrer Andreas Kieser begraben.